# Atletica leggera ai Giochi della XV Olimpiade - Staffetta 4×400 metri

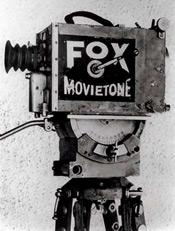
Video della Finale (senza commento dal vivo)

La competizione della staffetta 4×400 metri maschile di atletica leggera ai Giochi della XV Olimpiade si è disputata nei giorni 26 e 27 luglio 1952 allo Stadio olimpico di Helsinki.

## Risultati

### Turni eliminatori
| 3 Batterie | 26 luglio | 22 squadre | Si qualificano le prime 2. |
| Finale     | 27 luglio | 6 squadre  |                            |

### Batterie
| Pos. | Nazione     | Atleti                                                                  | Tempo Ufficiale | Tempo Ufficioso |
| ---- | ----------- | ----------------------------------------------------------------------- | --------------- | --------------- |
| 1    | Giamaica    | Arthur Wint Leslie Laing Herbert McKenley George Rhoden                 | 3'12"1          | 3'12"13         |
| 2    | Francia     | Jean-Pierre Goudeau Robert Bart Jacques Degats Jean-Paul Martin du Gard | 3'12"6          | 3'12"72         |
| 3    | Svezia      | Gösta Brännström Tage Ekfeldt Carl Rune Larsson Lars-Erik Wolfbrandt    | 3'13"4          | 3'13"55         |
| 4    | Belgio      | Albert Lowagie Antoine Uyterhoeven Roger Moens Fernand Linssen          | 3'15"8          | 3'16"05         |
| 5    | Lussemburgo | François Robert Schaeffer Jean Hamilius Frédéric Hammer Gérard Rasquin  | 3'16"2          | 3'16"38         |
| 6    | Finlandia   | Pauli Tavisalo Sven Osvald Mildh Ragnar Graeffe Rolf Back               | 3'16"4          | 3'16"67         |
| 7    | Giappone    | Junkichi Matoba Eitaro Okano Hiroshi Yamamoto Yoshitaka Muroya          | 3'20"3          | 3'20"55         |

| Pos. | Nazione       | Atleti                                                         | Tempo Ufficiale | Tempo Ufficioso |
| ---- | ------------- | -------------------------------------------------------------- | --------------- | --------------- |
| 1    | Stati Uniti   | Ollie Matson Gerald Eugene Cole Charles Moore Mal Whitfield    | 3'11"5          | 3'11"67         |
| 2    | Gran Bretagna | Leslie Lewis Alan Dick Terrence Higgins Nicholas Stacey        | 3'12"5          | 3'12"67         |
| 3    | Ungheria      | Ferenc Bánhalmi Lajos Szentgáli Egon Solymossy Zoltán Adamik   | 3'13"8          | 3'13"96         |
| 4    | Italia        | Baldassare Porto Giovanni Rocca Luigi Grossi Armando Filiput   | 3'15"2          | 3'15"23         |
| 5    | Svizzera      | Hans Ernst Schneider Sepp Steger Paul Stalder Ernst von Gunten | 3'15"4          | 3'15"36         |
| 6    | Pakistan      | Abdul Rehman Muhammad Shafi Mirza Khan Aurang Zeb              | 3'23"2          |                 |

| Pos. | Nazione          | Atleti                                                                 | Tempo Ufficiale | Tempo Ufficioso |
| ---- | ---------------- | ---------------------------------------------------------------------- | --------------- | --------------- |
| 1    | Germania         | Hans Geister Günther Steines Heinrich Ulzheimer Karl-Friedrich Haas    | 3'10"5          | 3'10"57         |
| 2    | Canada           | Douglas Clement John William Hutchins John Fralic Carroll James Lavery | 3'11"2          | 3'11"49         |
| 3    | Unione Sovietica | Ardalion Ignat'ev Gennady Slepnyov Edmunds Pīlāgs Jurij Lituyev        | 3'12"5          | 3'12"65         |
| 4    | Sudafrica        | Louis van Biljon Peter Ronald Wilkie John Anderton Bill Chivell        | 3'14"8          | 3'15"09         |
| 5    | Australia        | Raymond Weinberg Morris Curotta Kenneth Doubleday Edwin Carr Jr.       | 3'15"8          | 3'16"00         |

### Finale
Quattro anni prima a Londra la Giamaica, mentre conduceva la gara, fu costretta al ritiro per uno strappo muscolare occorso al terzo frazionista, Arthur Wint. Ad Helsinki i caraibici ci riprovano.

Arthur Wint questa volta è il primo frazionista; dopo 400 metri sono in testa gli Stati Uniti con Ollie Matson; dopo di lui Gene Cole aumenta il vantaggio USA (parziale di 45"5, oltre un secondo meglio del suo personale nella gara individuale).

Quando Herbert McKenley per la Giamaica riceve il testimone, accusa un distacco di ben 12 metri. Il caraibico parte a razzo e dopo 200 metri ha già rimontato 4 metri. Tutti pensano che di lì a poco finisca il fiato, invece riduce tutto il distacco e, addirittura supera gli Stati Uniti. Il suo giro di pista è cronometrato in 44"6. Nessuno ha mai corso una frazione della staffetta 4x400 in meno di 45", perciò si può ben dire che McKenley abbia compiuto un'impresa.

McKenley cede a George Rhoden il compito di difendere la prima posizione. Il fresco campione olimpico dei 400 metri è sfidato dall'americano Mal Whitfield, bicampione olimpico degli 800 metri. Whitfield impressiona per la sua resistenza alla velocità: regge il ritmo di Rhoden senza problemi, gli sta alle costole per tutto il giro di pista. Ma non riesce a sopravanzare il giamaicano, che taglia il traguardo con un decimo di vantaggio.

Entrambe le squadre hanno migliorato il record mondiale di oltre 4 secondi: il più robusto miglioramento nella storia della specialità. Anche la Germania, medaglia di bronzo, è andata sotto il record precedente.
| Pos.    | Nazione       | Atleti                                                                  | Tempo Ufficiale | Tempo Ufficioso |
| ------- | ------------- | ----------------------------------------------------------------------- | --------------- | --------------- |
| Oro     | Giamaica      | Arthur Wint Leslie Laing Herbert McKenley George Rhoden                 | 3'03"9          | 3'04"04         |
| Argento | Stati Uniti   | Ollie Matson Gerald Eugene Cole Charles Moore Mal Whitfield             | 3'04"0          | 3'04"21         |
| Bronzo  | Germania      | Hans Geister Günther Steines Heinrich Ulzheimer Karl-Friedrich Haas     | 3'06"6          | 3'06"78         |
| 4       | Canada        | Douglas Clement John William Hutchins John Fralic Carroll James Lavery  | 3'09"3          | 3'09"37         |
| 5       | Gran Bretagna | Leslie Lewis Alan Dick Terrence Higgins Nicholas Stacey                 | 3'10"0          | 3'10"23         |
| 6       | Francia       | Jean-Pierre Goudeau Robert Bart Jacques Degats Jean-Paul Martin du Gard | 3'10"1          | 3'10"33         |